# Anochetus consultans
Anochetus consultans é uma espécie de formiga do gênero Anochetus, pertencente à subfamília Ponerinae.